# Marija Grigor'evna Stroganova
Contessa Marija Grigor'evna Stroganova, (in russo: Мария Григорьевна Строганова) (San Pietroburgo, 17 ottobre 1857 – 20 gennaio 1920), è stata una nobildonna russa.

## Biografia
Era la primogenita del conte Grigorij Sergeevič Stroganov (1829-1911), e di sua moglie, la contessa Marija Boleslavovna Potocki (1839-1882). Era una discendente di due famose aristocratiche: Natal'ja Petrovna Golicyna e Sof'ja Kostantinovna Clavone.

## Matrimonio

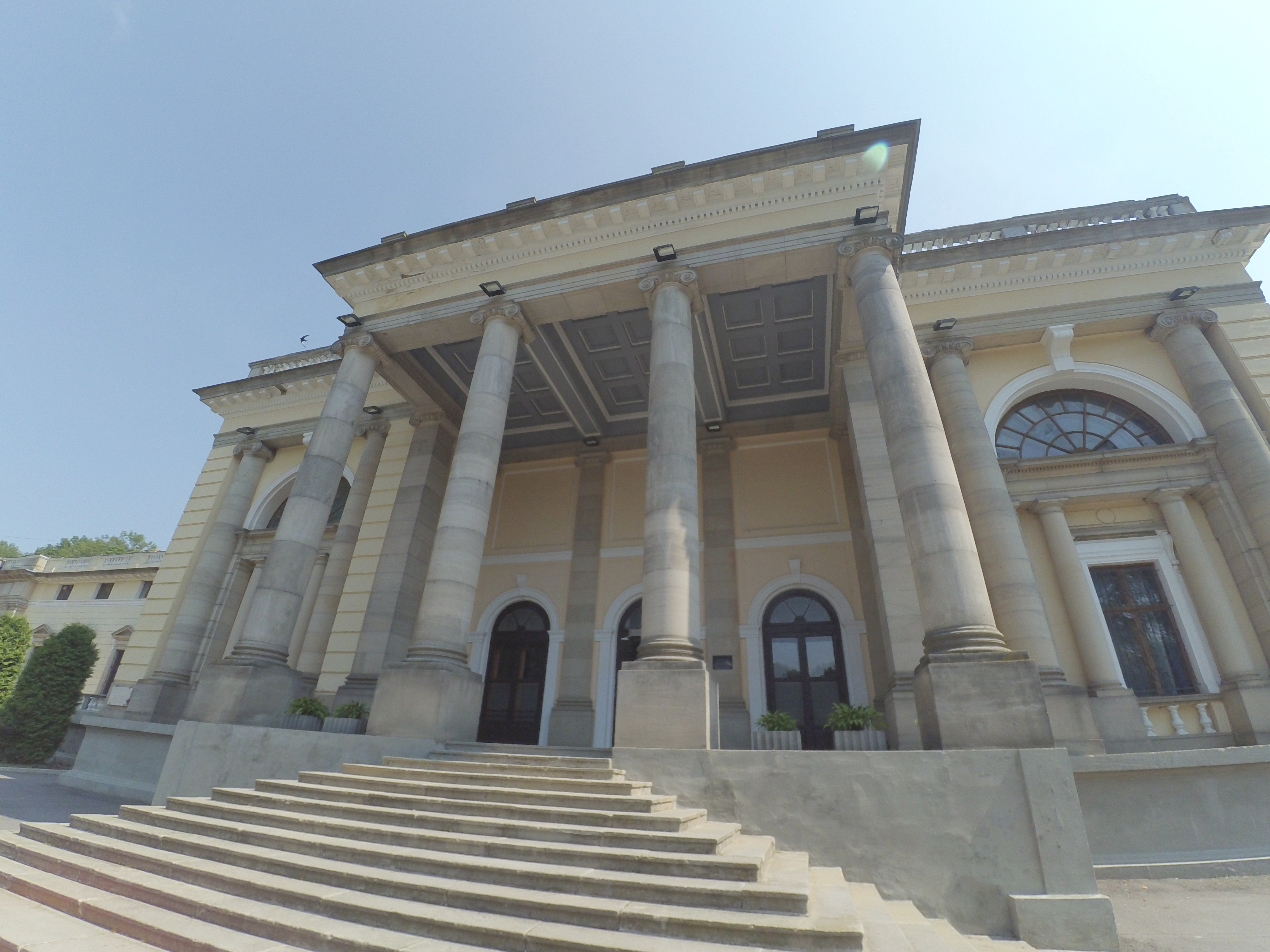
Palazzo di Marija Grigor'evna Ščerbatova (Stroganovа) a Nemyriv.

Nel 1879 sposò il cugino di terzo grado, il principe Aleksej Grigor'evič Ščerbatov (1848-1912), figlio del principe Grigorij Alekseevič Ščerbatov e la contessa Sof'ja Aleksandrovna Panina. Ebbero due figli:
- Vladimir Alekseevič (16 febbraio 1880-15 gennaio 1920), sposò Elena Petrovna Stolypina, figlia di Pëtr Arkad'evič Stolypin, ebbero due figlie;
- Aleksandra Alekseevna (30 agosto 1881-20 gennaio 1920), damigella d'onore.

Nel 1911, dopo la morte del padre, Marija ereditò la casa di via Gregoriana a Roma, che aveva una ricca collezione d'arte e libri. La maggior parte della collezione rimase a Roma e venne venduta dalla principessa Elena Petrovna Stolypina, emigrata dopo la rivoluzione.
Nel 1872, suo padre aprì una distilleria, e Marija continuò il suo lavoro. Finanziò la costruzione del Politecnico di Kiev. Nel 1909 finanziò la prima spedizione scientifica guidata dal professor Sergej Spiridonovič Gamčenko, che scoprì i resti degli insediamenti della città di Tripoli e la seconda nel 1910 guidata dal professor Aleksandr Andreevič Spicyn.
Durante la prima guerra mondiale, il suo palazzo venne trasformato in ospedale e Marija prestò servizio come infermiera.

## Morte
Morì il 20 gennaio 1920, insieme alla figlia, uccisa dell'armata rossa.